# Wilhelm G. Busse
Wilhelm G. Busse (* 1942 in Münster) ist ein deutscher Anglist, Mediävist und Hochschullehrer.

## Leben und Wirken
Wilhelm G. Busse studierte Anglistik und Romanistik an der Universität Münster und übernahm 1968 eine Stelle als wissenschaftlicher Assistent an der Universität Düsseldorf. An dieser Universität promovierte er 1972. Seine Habilitation für Anglistik erfolgte dort 1982. Nach einer kurzen Zeit der Lehrstuhlvertretung übernahm er in Düsseldorf 1983 den Lehrstuhl Anglistik I. Im Jahre 2009 trat er in den Ruhestand.
Schwerpunkt der Forschungen von Busse ist die Mediävistik und die alt- bzw. mittelenglische Literatur.
Busse war von 1995 bis 2001 Präsident des Mediävistenverbands und ist seit 2003 Ehrenmitglied.

## Veröffentlichungen (Auswahl)
- Courtly love oder Paramours. Die Liebesauffassungen in der mittelenglischen Literatur vor dem medizinischen und moraltheologischen Hintergrund der Zeit (= Düsseldorfer Hochschulschriften. Bd. 2). Stern-Verlag Janssen, Düsseldorf 1975, ISBN 3-87784-022-1 (= Dissertation Universität Düsseldorf).
- mit Rainer Holtei: Beowulf and the tenth century. In: Bulletin of the John Rylands Library, Bd. 63, H. 2, 1980, S. 285–329.
- Der Artushof Layamons Brut. Ein 'antihöfisches' Modell? In: Gert Kaiser/Jan-Dirk Müller (Hrsg.): Höfische Literatur, Hofgesellschaft, höfische Lebensformen um 1200 (= Studia humaniora. Bd. 6). Droste, Düsseldorf 1986, ISBN 3-7700-0806-5, S. 301–333.
- Altenglische Literatur und ihre Geschichte. Zur Kritik des gegenwärtigen Deutungssystems (= Studia humaniora. Bd. 7). Droste, Düsseldorf 1987, ISBN 3-7700-0808-1 (= Habilitationsschrift Universität Düsseldorf).
- On some manuscripts and versions of the Anglo-Norman Manuel des Pechez. In: Gert Kaiser (Hrsg.): Bücher für die Wissenschaft. Bibliotheken zwischen Tradition und Fortschritt. Festschrift für Günter Gattermann zum 65. Geburtstag. Saur, München 1994, ISBN 3-598-11205-X, S. 3–20.
- Träume sind Schäume. In: Rudolf Hiestand (Hrsg.): Traum und Träume. Inhalt, Darstellung, Funktionen einer Lebenserfahrung in Mittelalter und Renaissance (= Studia humaniora. Bd. 24). Droste, Düsseldorf 1994, ISBN 3-7700-0828-6, S. 43–65.
- (Hrsg.): Burg und Schloß als Lebensorte in Mittelalter und Renaissance (= Studia humaniora. Bd. 26). Droste, Düsseldorf 1995, ISBN 3-7700-0831-6.
- mit Olaf Templin (Hrsg.): Der einsame Held (= Kultur und Erkenntnis. Bd. 23). Francke, Tübingen 2000, ISBN 3-7720-2414-9.
- Englische Bischofshöfe als Kulturzentren. In: Das Mittelalter. Bd. 7, H. 1, 2002, S. 147–164.
- Corpus Christi im mittelalterlichen England. In: Johannes Laudage (Hrsg.): Frömmigkeitsformen in Mittelalter und Renaissance (= Studia humaniora. Bd. 37). Droste, Düsseldorf 2004, ISBN 3-7700-0846-4.
- mit Barbara Haupt (Hrsg.): Pilgerreisen in Mittelalter und Renaissance (= Studia humaniora. Bd. 41). Droste, Düsseldorf 2006, ISBN 3-7700-0851-0.
- (Hrsg.): Schöpfung. Varianten einer Weltsicht (= Studia humaniora. Bd. 46). dup, Düsseldorf 2013, ISBN 978-3-943460-22-3.